# 村田智穂
村田 智穂（むらた ちほ、1984年5月1日 - ）は、日本将棋連盟（関西本部）所属の女流棋士。女流棋士番号は28（2011年3月31日までの旧番号は旧52）。兵庫県高砂市出身。淡路仁茂九段門下。兄は将棋棋士の村田智弘。
日本将棋連盟棋士会副会長（2011年4月 - 2015年6月）。日本将棋連盟女流棋士会副会長（2021年6月 - 現職）

## 人物
- 将棋を始めたのは4歳の頃。兄と一緒に習い始めたのがきっかけである[1]。
- 2002年2月、兵庫県立高砂高等学校2年の時にプロ入りを決め、同年4月1日付で、高校3年進級と同時に女流2級となる。当時、史上初の兄妹プロ棋士として話題を集めた[2][3]。
- 2004年から2年余り、岩根忍と「お気楽コンビ」を結成し、共に日記の執筆や将棋普及活動を行った。
- 2011年9月30日、元奨励会三段で現指導棋士四段で将棋世界などに寄稿しているライターの池田将之と結婚[1][4]。
- 黒猫が好き[5]。

## 略歴
プロ入り前・アマチュア時代
- 1989年 3歳上の兄である智弘の影響で、4歳で将棋を始める[3]。
- 1999年 第20回中学生選抜将棋選手権大会の女子の部で優勝。
- 2000年 女流育成会入会。第9回全国高校将棋新人大会で女子個人優勝。

## 昇級昇段履歴
- 2002年04月01日：女流2級（女流育成会Aクラス成績1位、プロ入り）[6][7]
- 2003年04月01日：女流1級（年度指し分け以上〈13対局・7勝以上〉／2002年度 10勝4敗、女流通算10勝4敗）[8][9]
- 2004年04月01日：女流初段（年度指し分け以上〈13対局・7勝以上〉／2003年度 11勝11敗、女流通算21勝15敗）[10][11]
- 2011年02月10日：女流二段（勝数規定／女流初段昇段後60勝、女流通算81勝）[12]
- 2024年09月13日：女流三段（勝数規定／女流二段昇段後100勝、女流通算181勝197敗）[13][14]

## 主な成績
棋戦優勝
（非公式戦）
- 2008年1月20日 第3回きしろ杯争奪関西女流メイショウ戦優勝

### 年度別成績
女流公式棋戦
- 2024年度
  - 年度成績 22局 10勝12敗（勝率0.4545）[15]
  - 通算成績 390局 186勝204敗（勝率0.4769）〈2025年3月31日対局分まで〉[16]